# Medellín (Spanyolország)

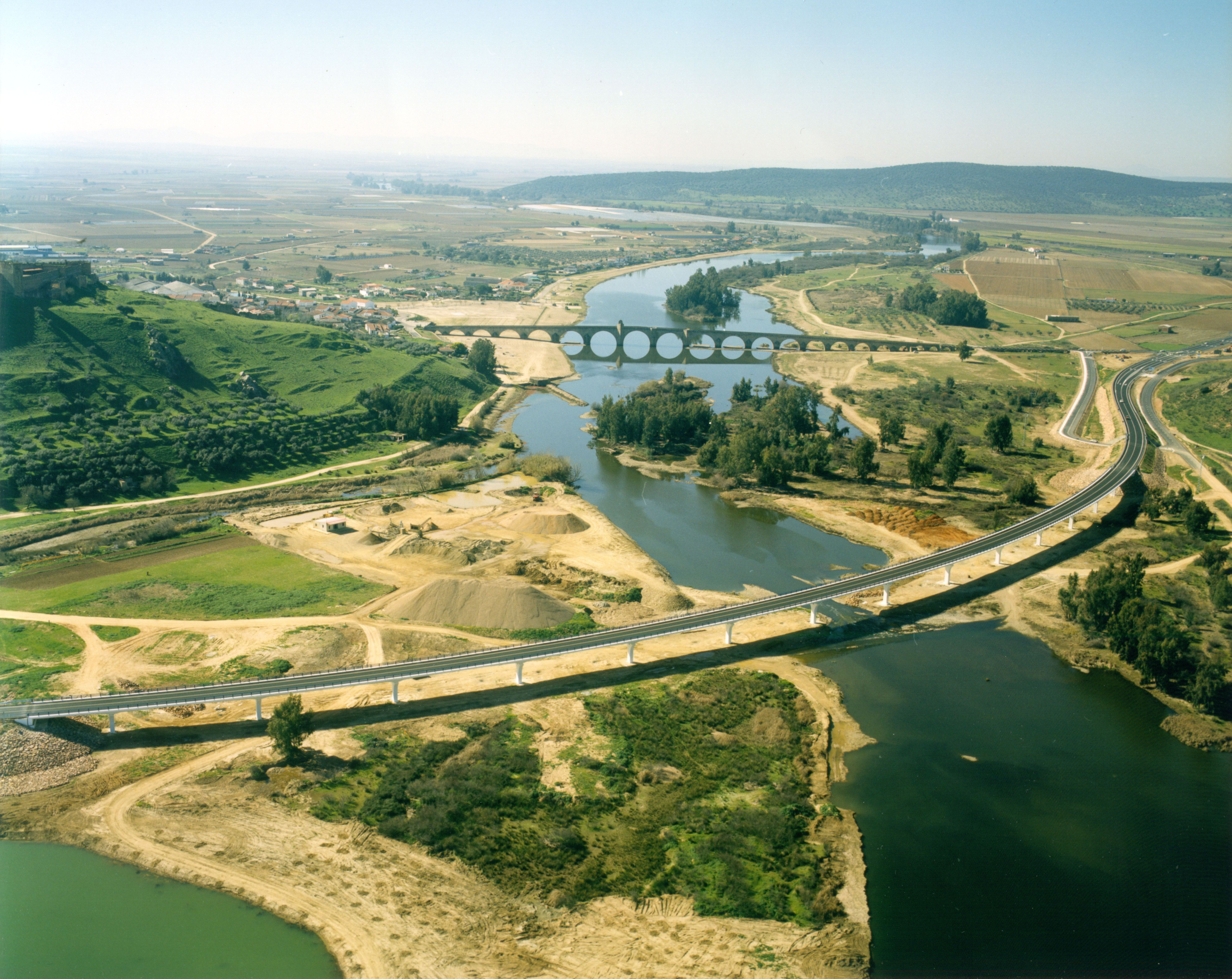
Látvány a Guadiana felett átívelő barokk és modern híddal

Medellín történelmi település Spanyolországban, a Guadiana folyó mentén. Neve Lusitania provincia idejéből származik, amikor a rómaiak Meaxadas és Emerita Augusta közt hidat emeltek rajta.
Navarro del Castillo 200 amerikai letelepülőt adott, Medellín így örökítette nevét 1-1 Kolumbiában, Argentínában és Mexikóban is 1-1 városra. Az egykori Metellinum ma Extremadura települése Vegas Altas járáshoz tartozik.

## Történelem

### Ókor
Medellín környékén már a föníciai és tartesszosz-kultúrának is vannak nyomai. A város római eredetű. Valószínűleg Quintus Caecilius Metellus Pius konzul alapította 79 körül; ennek elismerésére lett a neve: Metellinum.
A római híd maradványai még ma is megvannak, a középkorban is újjáépítették egyszer, valamint látható még a mai település mellett az egykori római fórum is.
Egy jelentős színház is van itt, hasonló a leghíresebbhez, mely a közeli Emerita Augustában található. Jelenleg hatalmas feltárás alatt áll.
Lakóépületek tekintetében a mai város közelében találhatók a 2. századi "Las Galaperas" mozaikok is.
A Via Delapidata, a Via XXV Hispanica és a Via Augusta Emerita Augustában déli oldalán találkozott, a Guadiana, ez is adta különleges jelentőségét Metellinum hídjának.

### Középkor
A vizigót időkből az "El Turuñuelo" nekropolisz jelentős (1960-ban fedezték fel).
Az arabok 768-ban felújították a római erődöt, erről feliratok tanúskodnak.
A reconquista után Medellín szépen fejlődött, melynek legfőbb állomása a XV. században volt, mikor Medellín a környéket uraló grófi címet kapott.

### Újkor

#### Amerika
Navarro del Castillo gróf 280 telepest adott Amerikába, és a medellíniek kulcsszerepet játszottak a települések létrehozásában. Ebből következett az, hogy ma Kolumbiában, Argentínában és Mexikóban is vannak hasonló nevű települések.

#### Barokk
Kulturális szempontból a barokk nagy építkezései határozták meg a várost. A Szent Cecília templom és sok más épület is ekkor épült. Az 1591-es népszámlálás már 616 "vecino"-t, szomszéd családfőt jegyzett fel, közel 2500 lakost. Miután a középkorban felújított régi római hidat 1603-ban elvitte a Guadiana egy különösen nagy áradása, 1613 és 1630 közt épült a barokk híd, mely a mai napig működik.
A grófi berendezkedés kedvezőtlen társadalmi folyamatokat indított el. Csökkent a művelhető földek száma, nőttek az adók, Don Benito és hasonló új települések kezdtek éledni, Medellín népessége 1789-re már csak mintegy 1500 fő volt.

#### A Medellíni csata rombolása
A város sorsát az 1809-ben a franciák ellen vesztett szörnyű Medellíni csata határozta meg. Ennek jelentősége oly nagy volt, hogy Medellín város neve Párizsban a Győzelmek emlékművére is felkerült.
A Medellíni csata szinte minden lerombolt, az újjáépítésre sok évtizedig nem volt pénz, a lakóházak túlnyomó többsége teljesen tönkre ment. A város romos maradt és folyamatosan elnéptelenedett. 1850 körül után Medellín népessége már csak 800 fő körül volt, ám 1883 és 1890 közt D. Alcalde Juan Damián de Tena y Moreno kezdeményezésére a Hernán Cortés szülőháza körüli lakótér kialakításával sikerült újra elindítani a település fejlődését, ami csak a francói bombázás idején torpant meg egy kicsit.

### Napjainkig
Medellín település természetesen a hídja miatt bombázást szenvedett a Spanyol polgárháború idején. A támadás a hídfőt tartó köztársaságiakat érintette, de minthogy a település is kapott találatokat, a lakosságot kitelepítették.
Curtis Cate és André Malraux Köztársaság-párti francia író számos pontos részletet írtak le a bombázásról.
A 60-as években indult Badajoz terv óta a település lakossága ismét 2000 fő fölött van. Mint kivételes kulturális helyszínt az Európai Unió támogatja a fejlesztést, elkészült az új híd, a barokk hidat lenyűgözően felújították és elkészült "Quinto Cecilio Metello" kulturális központ is.

## Népesség
A település lakosságának változását az alábbi diagram mutatja:
| Lakosok száma | 2368 | 2361 | 2346 | 2337 | 2354 | 2321 | 2300 | 2263 | 2247 | 2237 |
|               | 2001 | 2004 | 2006 | 2009 | 2011 | 2014 | 2016 | 2019 | 2021 | 2024 |